# Perry Mason: Furto d'autore
Perry Mason: Furto d'autore è un film per la televisione del 1990, diretto dal regista Christian I. Nyby II.

## Trama
Bradley Thompson è uno scrittore di gialli. Il suo ultimo libro, Delitto passionale, è un best seller, come lo sono stati molti suoi libri. Per questo motivo, in un congresso di scrittori di libri gialli, Thompson viene premiato come scrittore dell'anno, sotto gli occhi di altri quattro colleghi scrittori che lo guardano con odio e disprezzo. Anche Ken Malansky ha qualcosa da ridire sull'ultimo libro dello scrittore (ispirato da un caso di Perry Mason, ma con il finale cambiato dallo scrittore). Tutti si ritrovano al piccolo rinfresco dopo la presentazione e qui incominciano a volare parole grosse tra gli scrittori. Alla successiva serata di gala Bradley Thompson con il suo trofeo stramazza a terra morto avvelenato. Durante le indagini il tenente Brock scopre che Martha Robertson, l'ex moglie di Thompson, ha nella borsetta lo stesso veleno e la arresta. Perry Mason, accorso in aiuto di Ken e Della, all'inizio tra i sospettati, accetta di essere il difensore di Martha e comincia a investigare. Risulta subito chiaro che Bradley Thompson non era un vero scrittore, ma si serviva del talento altrui pubblicando i libri con il suo nome; questo era risaputo da tutti gli altri scrittori, che in tempi diversi erano stati truffati. Emergono comunque altre verità sia sulla vita privata sia legate all'ultimo libro, finché Perry Mason scopre il vero assassino.

## Curiosità
- In questo film non compare Alexandra Paul nella parte di Amy Hastings. La Paul condivideva con William R. Moses il ruolo d'investigatore nelle tre pellicole precedenti.